# 5 gemelli diversi
5 gemelli diversi (ゴーゴー五つ子ら・ん・ど?, Gō gō itsutsugo ra.n.do.) è un anime prodotto da Eiken nel 2001 composto da 50 episodi.
In Giappone è trasmesso su TBS dal 14 aprile 2001 al 30 marzo 2002, poi in Italia su Jetix.

## Trama
La famiglia Miller è formata da papà, mamma e da cinque gemelli estremamente diversi: Karl, Krystal, Harold, Austin e Karly, l'ultima nata. Inoltre, loro hanno un cagnolino, Six, che viene considerato il "sesto gemello". La bizzarra compagnia vivrà numerose avventure, che rafforzeranno il loro spirito di famiglia o li porteranno comunque in esilaranti situazioni, grazie soprattutto alla diversità dei loro caratteri. Le vicende, comunque, si svolgono spesso nella scuola dove i cinque studiano, o nella loro abitazione.

## Personaggi
I nomi e i cognomi dei personaggi dell'anime sono stati tutti variati nell'edizione italiana dal giapponese all'inglese, ma sono state conservate le iniziali originali di ogni nome.
- Karl Miller (森野かぶと?, Morino Kabuto) è il maggiore dei cinque gemelli, sebbene solo di pochi minuti.
- Krystal Miller (森野こだま?, Morino Kodama) è la seconda dei cinque gemelli, e anche la più egocentrica.
- Harold Miller (森野ひのき?, Morino Hinoki) è il terzo dei cinque gemelli, ed è anche il più intelligente.
- Austin Miller (森野あらし?, Morino Arashi) è il quarto dei cinque gemelli.
- Karly Miller (森野きのこ?, Morino Kinoko) è l'ultima nata, la più piccola dei cinque gemelli.
- Six Miller (ロクちゃん?, Roku-chan, lett. "Sei" in forma vezzeggiativa) è un affettuoso cagnolino di proprietà della famiglia Miller. Visto che passa moltissimo tempo con gli altri gemelli, viene considerato il sesto gemello.

Essendo però gemelli, si suppone che siano nati tutti nello stesso giorno e l'ordine sopra citato si riferisce solamente al parto.

## Doppiaggio
| Personaggio    | Doppiatore originale | Doppiatore italiano |
| -------------- | -------------------- | ------------------- |
| Karl Miller    | Fujiko Takimoto      | Antonella Baldini   |
| Krystal Miller | Yūko Mizutani        | Monica Ward         |
| Harold Miller  | Hiro Yūki            | Maura Cenciarelli   |
| Austin Miller  | Chie Kōjiro          | Barbara Pitotti     |
| Karly Miller   | Kae Araki            | Valentina Mari      |
| Mamma          | Rika Fukami          | Francesca Guadagno  |
| Papà           | Hōchū Ōtsuka         | Davide Marzi        |

## Sigle
La serie animata ha avuto due sigle, usate sia per l'opening che per l'ending in Giappone.
| Stagione         | Episodi | Titolo romaji      | Titolo kanji       | Cantante          |
| ---------------- | ------- | ------------------ | ------------------ | ----------------- |
| Prima stagione   | 1 - 24  | Ultra Men Go       | ウルトラメンゴ     | Pika-Pika         |
| Seconda stagione | 25 - 50 | Nakama-tte Ii jan! | 仲間っていいじゃん | EE JUNP ft. Sonim |

## Episodi
Durante la prima trasmissione quasi tutti gli episodi sono stati trasmessi divisi in due parti da 12 minuti ciascuna, per un totale di 100 puntate, considerando il fatto che gli episodi 30, 34, 35 e 43 sono stati trasmessi in Italia divisi in due parti. Le successive trasmissioni hanno accorpato le due parti da 12 minuti ricostruendo i 50 episodi da 24 minuti ciascuno.
Gli episodi 1-24 fanno parte della prima stagione, gli episodi 25-50 fanno parte della seconda stagione.
| Nº                            | Titolo italiano Giapponese 「Kanji」 - Rōmaji | In onda           | In onda           |
| Nº                            | Titolo italiano Giapponese 「Kanji」 - Rōmaji | Giapponese        | Italiano          |
| Prima stagione (24 episodi)   | |                   |                   |
| 1                             | Primo giorno di scuola 「学式は大パニック!?」 - Nyūgakushiki wa dai PANIKKU!?5 + 1 = 6 「あらしとロクちゃん」 - Arashi to ROKU-chan                                                                              | 14 aprile 2001    | 11 settembre 2006 |
| 2                             | Karly e la forma 「こだまのダイエット大作戦」 - Kodamano DAIETTO daisakusenKarl si innamora 「かぶとの初恋」 - Kabuto no hatsukoi                                                                                | 21 aprile 2001    |                   |
| 3                             | La modella del centro commerciale 「きのこのアイドル・コンテスト」 - Kinoko no AIDORU. KONTESUTOChi ha paura dei fantasmi? 「ひのきのオバケ退治」 - Hinokino OBAKE taiji                                         | 28 aprile 2001    |                   |
| 4                             | Austin super segugio 「名探偵あらし 真犯人は誰だ!?」 - Meitantei arashi shinhannin wa dare da!?Il non-compleanno di Karly 「こだまの消えた誕生日」 - Kodamano kieta tanjōbi                                      | 5 maggio 2001     |                   |
| 5                             | Karl fa cupido 「かぶとは恋のキューピッド!」 - Kabuto wa koi no KYUUPIDDO!La festa della mamma 「きのこの母の日大作戦」 - Kinoko no haha no hi daisakusen                                                        | 12 maggio 2001    |                   |
| 6                             | La prima volta a casa da soli 「初めてのお留守番」 - Hajimete no orusubanIl torneo di wrestling 「ひのきのすもう大会」 - Hinoki no sumō taikai                                                                   | 19 maggio 2001    |                   |
| 7                             | Il pedalò numero 8 「ラブラブ遠足大騒動」 - RABURABU ensoku oosōdōPapà al lavoro 「パの会社へゴーゴー!」 - PAPA no kaisha e GOUGOU!                                                                              | 26 maggio 2001    |                   |
| 8                             | Lo scoop di Krystal 「きのこのスクープを狙え!」 - Kinoko no SUKUUPU wo nerae!Il nemico dei bambini 「恐怖の歯医者さん」 - Kyōfu no haisha-san                                                                    | 2 giugno 2001     |                   |
| 9                             | Lo scienziato superstizioso 「ひのきのおサカナ占い」 - Hinoki no oSAKANA uranaiScrivi, mamma! 「ママは童話作家!?」 - MAMA wa dōwasakka!?                                                                         | 9 giugno 2001     |                   |
| 10                            | Una visita da lontano 「きのこのラブラブ国際結婚?」 - Ki no kono RABURABU kokusai kekkon?Siediti, papà! 「パパに秘密のプレゼント」 - PAPA ni himitsu no PUREZENTO                                                | 16 giugno 2001    |                   |
| 11                            | Paura dell'acqua 「プール開きでドッキリ!」 - PUURU hiraki de DOKKIRI!Tigri nei guai 「がんばれ! サンダーズ」 - Ganbare! SANDAAZU                                                                                 | 23 giugno 2001    |                   |
| 12                            | Gemello in fuga 「かぶとの家出」 - Kabuto no iedeUna baby sitter straordinaria 「こだまの一日お母さん」 - Kodama no ichinichi okaa-san                                                                           | 30 giugno 2001    |                   |
| 13                            | La piuma nera 「名探偵あらし 姿なき怪盗!?」 - Meitantei arashi sugata naki kaitō!?Finale a sorpresa 「きのこのスターへの道!」 - Kinoko no SUTAA e no michi!                                                      | 7 luglio 2001     |                   |
| 14                            | L'abbuffata 「こだまのフードバトル!」 - Kodama no FUUDOBATORU!Affari di famiglia 「大変だ!! パパとママの大戦争」 - Taihen da!! PAPA to MAMA no daisensō                                                          | 14 luglio 2001    |                   |
| 15                            | Vado a vivere da solo! 「ひのきのぼくの部屋が欲しい!」 - Hinokino boku no heya ga hoshii!In vacanza sui monti 「五つ子・初めての飛行機」 - Itsukko. hajimete no hikōki                                           | 21 luglio 2001    |                   |
| 16                            | Storie di dinosauri (prima parte) 「北海道まるごと大冒険!!」 - Hokkaidō marugoto daibōken!!Storie di dinosauri (seconda parte) 「北海道まるごと大冒険!! つづき」 - Hokkaidō marugoto daibōken!! tsuzuki          | 28 luglio 2001    |                   |
| 17                            | La grande gara 「かぶとの新記録をねらえ!!」 - Kabuto no shinkiroku wo nerae!!Il fantasma immaginario 「きのこのコワ〜イ写真!?」 - Kinoko no KOWA~I shashin!?                                                     | 4 agosto 2001     |                   |
| 18                            | Lezione d'amore 「かわばた巡査愛のレッスン!」 - Kawabata junsa ai no RESSUN!Babbo Natale estivo 「真夏のサンタクロース」 - Manatsu no SANTAKUROUSU                                                               | 11 agosto 2001    |                   |
| 19                            | Vita da cani 「とどけ! ロクちゃんの言葉」 - Todoke! ROKU-chan no kotobaUn assistente troppo efficiente 「アッコもビックリ!きのこの付き人」 - AKKO mo BIKKURI! kinoko no tsukibito                                | 18 agosto 2001    |                   |
| 20                            | Krystal superstar 「きのこの台風なんかぶっ飛ばせ!」 - Kinoko no taifū nankabutsu tobase!Vacanze, che fatica! 「ママの夏休み」 - MAMA no natsuyasumi                                                              | 25 agosto 2001    |                   |
| 21                            | Il rivale misterioso 「かぶとに恋のライバル!?」 - Kabuto ni koi no RAIBARU!?Il fumetto rubato 「あらしの万引き騒動」 - Arashi no manbiki sōdō                                                                    | 1º settembre 2001 |                   |
| 22                            | Il nonno viene in visita 「ホラふきじいちゃんが来た!」 - HORA fukijii-chan ga kita!L'appuntamento di Six 「ロクちゃんのデート」 - ROKU-chan no DEETO                                                             | 15 settembre 2001 |                   |
| 23                            | La fanciulla di papà 「きのこの家出?」 - Kinoko no iede?Il miglior cane del mondo 「ロクちゃんのワンワン選手権」 - ROKU-chan no WANWAN senshuken                                                                 | 22 settembre 2001 |                   |
| 24                            | Il gioco di Karl 「かぶとのシュートを決めろ!!」 - Kabuto no SHUUTO wo kimero!!Il super segugio Austin e l'altare frantumato 「名探偵あらしvsきのこ」 - Meitantei arashi vs kinoko                                | 29 settembre 2001 |                   |
| Seconda stagione (26 episodi) | |                   |                   |
| 25                            | Sicurezza stradale 「ラブラブ愛の交通安全」 - RABURABU ai no kōtsūanzenLa vendetta di Mona 「みかんはきのこの大親友!」 - Mikan wa kinoko no daishinyū!                                                           | 6 ottobre 2001    |                   |
| 26                            | La pazza fuga di Pinky 「きのこのハムスターを探せ!」 - Kinoko no HAMUSUTAA wo sagase!La scommessa 「ひのきの運動会なんて大嫌い」 - Hinoki no undōkai nante daikirai                                              | 13 ottobre 2001   |                   |
| 27                            | Hannah e il principe 「カリンちゃん、初めてのキス!」 - KARIN-chan, hajimete no KISU!Una festa da ricordare 「みかんの華麗なる復讐パーティー」 - Mikan no karei naru fukushū PAATII                               | 20 ottobre 2001   |                   |
| 28                            | La vita nello stagno 「こだまのケロケロ大冒険」 - Kodama no KEROKERO daibōkenAgente segreto Zoe 「パパの恋人?」 - PAPA no koibito?                                                                               | 27 ottobre 2001   |                   |
| 29                            | Due stelle in TV 「アイちゃんの踊るテレビ出演!?」 - AI-chan no odoru TEREBI shutsuen!?Una serata in città 「きのこのデートでゲット大作戦!」 - Kinoko no DEETO de getto daisakusen!                               | 3 novembre 2001   |                   |
| 30                            | La congiura di Cenerentola 「きのことみかんのシンデレラをねらえ!」 - Kinoko to mikan no SHINDERERA wo nerae! | 10 novembre 2001  |                   |
| 31                            | Mamma, vado via! 「あらしの家出!」 - Arashi no iede!Studiare, che fatica! 「かぶとの100点をねらえ!」 - Kabuto no 100 ten wo nerae!                                                                               | 17 novembre 2001  |                   |
| 32                            | Il diamante rosa 「森野家ビンボー脱出大作戦!」 - Mori no ie BINBOU dasshutsu daisakusen!Festa di compleanno 「あの子の素敵なバースデー」 - Ano ko no suteki na BAASUDEE                                          | 24 novembre 2001  |                   |
| 33                            | L'uomo mascherato 「こだまのラブラブ・フードバトル!」 - Kodama no RABURABU. FUUDOBATORU!Un fidanzato per la signorina Carruthers 「ショック! くるみ先生にナゾの恋人」 - SHOKKU! kurumi sensei ni NAZO no koibito | 1º dicembre 2001  |                   |
| 34                            | Il principe dei Moran 「ワガママ! 星の王子様」 - WAGAMAMA! hoshi no ōjisama | 8 dicembre 2001   |                   |
| 35                            | Il mostro di Mona 「きのことみかんの映画デビュー」 - Kinoko to mikan no eiga DEBYUU | 15 dicembre 2001  |                   |
| 36                            | L'ammiratore segreto di Krystal 「きのこに謎のラブレター」 - Kinoko ni nazo no RABURETAAL'aiutante di Babbo Natale 「五つ子、サンタになる!?」 - Itsukko, SANTA ni naru!?                                         | 22 dicembre 2001  |                   |
| 37                            | La stanza segreta 「呪いの部屋」 - Noroi no heyaIl biglietto della lotteria 「ひのきの宝くじ大騒動」 - Hinoki no takara kuji oosōdō                                                                              | 29 dicembre 2001  |                   |
| 38                            | Il tesoro dei Miller 「徳川埋蔵金をさがせ!」 - Tokugawa maizō kin wo sagase!Il gioco dell'oca 「みかん屋敷のお正月スゴロク大会」 - Mikan yashiki no oshōgatsu SUGOROKU taikai                                    | 5 gennaio 2002    |                   |
| 39                            | Il diario dell'amicizia 「涙の別れ! グッバイきのこ」 - Namida no wakare! GUBBAI kinokoAustin o Audrey? 「あらしの成人式!?」 - Arashi no seijinshiki!?                                                            | 12 gennaio 2002   |                   |
| 40                            | Febbre da stress 「プレイボーイあらし!」 - PUREIBOUI arashi!Spettacolo di neve 「女の戦い! 大雪サバイバル」 - Onna no tatakai! ooyuki SABAIBARU                                                                  | 19 gennaio 2002   |                   |
| 41                            | Il primo bacio non si scorda mai 「きのこのキスキス大作戦!」 - Kinoko no KISUKISU daisakusen!Harold cerca lavoro 「ひのきは一家の大黒柱!?」 - Hinoki xa ikka no daikokubashira!?                                 | 26 gennaio 2002   |                   |
| 42                            | Nuovo taglio di capelli 「カリスマ美容師きのこ!?」 - KARISUMA biyōshi kinoko!?Addestramento per bulli 「あらしのイジメなんかやっつけろ!」 - Arashi no IJIME nanka yattsukero!                                    | 2 febbraio 2002   |                   |
| 43                            | Festa di San Valentino 「バレンタイン大パニック!!」 - BARENTAIN dai PANIKKU!! | 9 febbraio 2002   |                   |
| 44                            | Vacanze invernali (prima parte) 「みかんの雪山大脱走!」 - Mikan no yuki yamadai dassō!Vacanze invernali (seconda parte) 「幻の雪男VSひのき」 - Maboroshi no yukiotoko VS hinoki                                  | 16 febbraio 2002  |                   |
| 45                            | Quel genio di Edison 「どっちが主役!? ひのきVSきのこ」 - Docchi ga shuyaku!? hinoki VS kinokoUna mamma per Sammy 「マジシャン猿のママさがし」 - MAJISHAN saru no MAMA sagashi                                    | 23 febbraio 2002  |                   |
| 46                            | La bambola rotta 「みかんの家出」 - Mikan no iedeA lezione da Krystal 「きのこのえなり君とスキャンダル∇」 - Kinoko no enari-kun to SUKYANDARU                                                                    | 2 marzo 2002      |                   |
| 47                            | Super segugio Austin in azione! 「名探偵対決! あらしVSきのこ」 - Meitantei taiketsu! arashi VS kinokoPer amore di Vanessa 「かぶとのホワイトデー」 - Kabuto no HOWAITODEE                                        | 9 marzo 2002      |                   |
| 48                            | A. A. A. Moglie cercasi 「ひのきのラブラブ大作戦!」 - Hinoki no RABURABU daisakusen!Destinazione: Oltreoceano! 「だぶと・タカ彦の友よさらば!!」 - Kabuto. TAKA hiko no tomo yosaraba!!                           | 16 marzo 2002     |                   |
| 49                            | Arrivederci, Mona! 「みかんが転校!」 - Mikan ga tenkō!L'ultima battuta dell'agente Collins 「愛のラストボール」 - Ai no RASUTOBOURU                                                                              | 23 marzo 2002     |                   |
| 50                            | Il nuovo compagno di ballo di Mona 「きのこのお見合いトラブル!」 - Kinoko no omiai TORABURU!Addio, Six! 「さよならロクちゃん」 - Sayonara ROKU-chan                                                              | 30 marzo 2002     |                   |

## Distribuzione
La tabella mostra la distribuzione di 5 gemelli diversi con accanto il relativo canale di trasmissione. Come si può notare dalla tabella, nella maggior parte degli stati l'anime è stato trasmesso da Jetix.
| Nazione       | Titolo dell'anime                                     | Canale TV                          |
| ------------- | ----------------------------------------------------- | ---------------------------------- |
| Italia        | 5 gemelli diversi                                     | Jetix, televisioni locali, Frisbee |
| Giappone      | ゴーゴー五つ子 ら・ん・ど (Gō gō itsutsugo ra.n.do.?) | Tokyo Broadcasting System          |
| Cina          | 元氣五胞胎                                            | non disponibile                    |
| Russia        | Близняшки-пятерняшки                                  | REN TV                             |
| Nuova Zelanda | Let's Go Quintuplets!                                 | TV2                                |
| Paesi Bassi   | De Bende van Vijf                                     | Jetix                              |
| Francia       | Les Quintuplés                                        | Jetix                              |
| Spagna        | Los quintillizos                                      | Jetix, TVE2, Clan TVE              |
| Portogallo    | Let's Go Quintuplets!                                 | SIC                                |